# Seladonit
Seladonit, synonym bzw. als Pigment auch unter der Bezeichnung Grünerde (hauptsächlich aus Seladonit und Glaukonit bestehendes Gemenge), Veronesererde, Veronesergrün, Tirolererde bekannt, ist ein häufig vorkommendes Mineral aus der Mineralklasse der „Silikate und Germanate“. Es kristallisiert im monoklinen Kristallsystem mit der chemischen Zusammensetzung K(Mg,Fe2+)(Fe3+,Al)[(OH)2|Si4O10] und entwickelt überwiegend erdige bis massige Mineral-Aggregate, selten aber auch winzige, glimmerartige, schuppige Kristalle von hellgrüner bis blaugrüner Farbe und weißer Strichfarbe. Oft findet sich der Seladonit auch innig verwachsen mit Heulandit oder Stilbit und sorgt bei diesen normalerweise farblosen Mineralen für eine gleichmäßige, meergrüne Färbung.
Seladonit diente schon im Altertum als grünes Pigment.

## Etymologie und Geschichte
Erstmals beschrieben wurde Seladonit 1847 von Ernst Friedrich Glocker, der das Mineral aufgrund seiner charakteristischen Farbe nach dem französischen Wort „céladon“ für Meeresgrün benannte.
Für den Seladonit werden insgesamt drei Typlokalitäten angegeben: Planitz in Sachsen (Deutschland), „Malga Canalece“ bei Brentonico und „Tierno-Besagno“ bei Mori am Monte Baldo in der italienischen Provinz Trient. Ursache dafür ist, dass zur Bestimmung des Minerals mehrere Proben aus den genannten Fundorten herangezogen werden mussten.

## Klassifikation
In der seit 2001 veralteten, aber noch gebräuchlichen 8. Auflage der Systematik der Minerale nach Strunz gehört der Seladonit zur Abteilung der „Schichtsilikate (Phyllosilikate)“ und dort zur „Glimmergruppe, Untergruppe Seladonit-Muskovit-Reihe“.
Seit der Überarbeitung der Strunz’schen Mineralsystematik in der 9. Auflage werden die Schichtsilikate präziser nach der Struktur der Silikatschichten unterteilt und das Mineral findet sich entsprechend in der Unterabteilung der „Schichtsilikate (Phyllosilikate) mit Glimmertafeln, zusammengesetzt aus tetraedrischen und oktaedrischen Netzen“, wo es Mitglied der Glaukonit-Gruppe mit der System-Nr. 9.EC.15 ist.
Die Systematik der Minerale nach Dana sortiert den Seladonit ebenfalls in die Abteilung der Schichtsilikate und auch in der Systematik von Dana wird nach der Kristallstruktur weiter präzisiert. Allerdings wird hier die Unterabteilung beschrieben als „Schichtsilikate mit Schichten von sechsgliedrigen Ringen mit 2:1-Lagen“. Das Mineral findet sich dort in der „Glimmergruppe (Muskovit-Untergruppe)“ mit der System-Nr. 71.02.02a.

## Kristallstruktur
Seladonit kristallisiert monoklin in der Raumgruppe C2/m (Raumgruppen-Nr. 12) oder C2 (Nr. 5) mit den Gitterparametern a = 5,22 Å; b = 9,05 Å; c = 10,20 Å und β = 100,4° sowie 2 Formeleinheiten pro Elementarzelle.

## Bildung und Fundorte

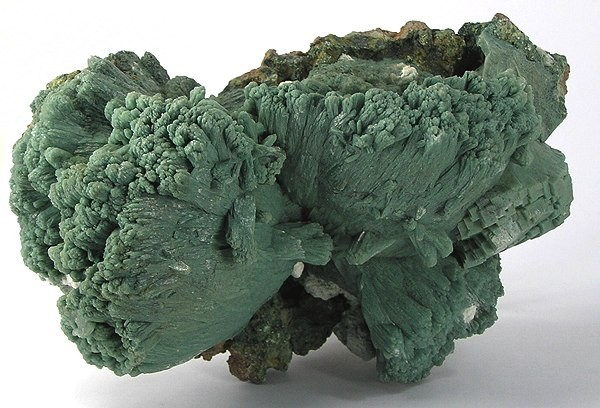
Stilbit-Ca mit Einschlüssen von Seladonit

Seladonit bildet sich vorwiegend in basischen Vulkaniten durch hydrothermale Vorgänge, wobei er primär vorhandene, eisen- und magnesiumhaltige Silikate ersetzt. Begleitminerale sind unter anderem Calcit, verschiedene Chlorite, verschiedene Heulandite, Klinoptilolith, Laumontit, Montmorillonit, Prehnit und Quarz.
Seladonit kommt in verschiedenen Lokalitäten vor und zeigt nach Fundort verschiedene Nuancen wie span-, bläulich- und seladongrün, oliven-, apfel- oder graugrün. Die bestfarbigen Seladonite kommen vom Monte Baldo bei Verona, wo sie in großen Massen vorzufinden sind.
Weitere Fundstätten sind im Trentino (Fassatal) und Tirol (Zillertal), am Harz, in Thüringen, Böhmen, Polen und Ungarn, in Schottland (Scuir Mohr) und auf den Färöern (Streymoy, Suduroy). Vorkommen in Nordamerika sind u. a. in Oregon (John Day Formation), am Mt. Rainier Nationalpark (Wash.), Kalifornien (Red Rock Canyon) und Nicaragua sowie in Japan (Präfekturen Miyagi, Yamagata, Kamogawa und Chiba). Weltweit konnte Seladonit bisher (Stand: 2010) an rund 200 Fundorten nachgewiesen werden.
Ein bekannter Fundort ist auch der Monte Altissimo di Nago, der 2079 m hohe Nordgipfel des Monte Baldo mit einem Seladonit-Aufschluss, in dem das bereits im Altertum als „Terra verdi“ genutzte Pigment „Grünerde“ ansteht.

## Verwendung
Seladonit bzw. Grünerde dienten bereits seit dem Altertum als Pigment und wird auch heute noch fein geschlämmt zu sehr haltbaren, farbechten und unschädlichen Farbmitteln für Anstriche und Malereien, sowohl als Ölfarbe wie auch als Leimfarbe verarbeitet. Durch mäßiges Glühen wird ihre Farbe in ein schönes Braun umgewandelt.